# Terry Wright
Terence John Wright, detto Terry (Auckland, 21 marzo 1963), è un ex rugbista a 15 neozelandese, campione del mondo con gli All Blacks nel 1987.

## Biografia
Ala molto veloce e longilinea (76 chilogrammi per poco più di 180 centimetri d'altezza), Terry Wright fu un tre quarti molto prolifico, che si impose quasi subito come prima scelta nella selezione di Auckland nel Campionato nazionale provinciale, vinto sette volte in dieci stagioni di militanza, con 135 partite disputate e 112 mete realizzate.
Debuttò con gli All Blacks nel 1986 assieme agli altri Baby Blacks che furono mandati in prima squadra dopo le squalifiche inflitte agli altri internazionali più famosi che presero parte al tour dei New Zealand Cavaliers in Sudafrica, in un test match a Christchurch contro la Francia, e un anno più tardi fu impegnato nella Coppa del Mondo di rugby 1987, vinta proprio dalla Nuova Zelanda.
Fu anche nella selezione che prese parte alla Coppa del Mondo di rugby 1991 in Inghilterra, con il terzo posto finale.
Ritiratosi nel 1993, ha lavorato in varie parti dell'Asia (Singapore, Giappone, Hong Kong) soprattutto a seguito dell'attività dirigenziale di sua moglie Lindsay, e svolgendo, oltre alla sua professione di commercialista, anche quella di allenatore di varie squadre di rugby a 15 e a 7 dilettantistiche del sud-est asiatico.

## Palmarès
- Coppe del mondo: 1
Nuova Zelanda: 1987
- National Provincial Championship: 7
Auckland: 1984, 1985, 1987, 1988, 1989, 1990, 1993